# CPSF6
CPSF6‏ (Cleavage and polyadenylation specific factor 6) هوَ بروتين يُشَفر بواسطة جين CPSF6 في الإنسان.